# Zgon (Polska)
Zgon (niem. Sgonn) – wieś w Polsce położona w województwie warmińsko-mazurskim, w powiecie mrągowskim, w gminie Piecki, położona na południowym brzegu jeziora Mokre. W latach 1975–1998 miejscowość administracyjnie należała do województwa olsztyńskiego.
Przez wieś przebiega Droga krajowa nr 58. Istnieje tu także przystanek autobusowy PKS.

## Historia
Miejscowość została założona w 1708 roku jako tzw. wieś szkatułowa. W 1845 roku mieszkało tu 45 osób. Z uwagi na słowiańskie pochodzenie historycznej nazwy niemieckiej, w 1938 administracja nazistowska nadała wsi nową nazwę Hirschen. W 1945 wieś została włączona do Polski.
Dawniej mieszkańcy utrzymywali się głównie z rybactwa, obecnie to miejscowość letniskowa na szlaku rzeki Krutyni. Przez wiele lat mieszkał tu i pracował pisarz Igor Newerly. W Zgonie napisał "Wzgórze Błękitnego Snu" i „Zostało z uczty bogów”.

## Turystyka
- Poza dawnym domem Zofii Łapickiej i Igora Newerlego we wsi znajduje się dom Adama Szubskiego, w którym założona została galeria ludzkich rzeźb, utrzymanych w klimacie koszmaru i maligny.
- We wsi zachowało się około 16 starych drewnianych domów. Na posesji nr 37 znajduje się chata w typie kurpiowskim z krokwiowo-jętkową konstrukcją dachu.
- Pod koniec lat 60. XX wieku we wsi znajdował się Dom Wycieczkowy PTTK, czynny w lipcu i sierpniu, ze 107 miejscami noclegowymi, usługami gastronomicznymi, wypożyczalnią kajaków oraz punktem informacji turystycznej. Obecnie znajduje się tutaj stanica wodna PTTK.
- W pobliżu znajduje się rezerwat przyrody Czaplisko - Ławny Lasek oraz pomniki przyrody: „Zakochana Para” (dwa zrośnięte drzewa - dąb obejmujący konarami sosnę) przy żółtym szlaku nieopodal miejscowości Krutyń oraz „Królewska Sosna” i „Dąb nad Mukrem” w rezerwacie Królewska Sosna.

## Rozmaitości
- W Zgonie urodził się 13 września 1891 r. kapitan LZ 129 Hindenburg, Max Pruss, członek NSDAP, który przeżył katastrofę sterowca w Lakehurst w USA 6 maja 1937 r.